# Kathleen Quinlan
Kathleen Denise Quinlan, född 19 november 1954 i Pasadena, Kalifornien, är en amerikansk skådespelare. Hon har blivit nominerad för en Golden Globe två gånger, första för Ingen dans på rosor, och andra för Apollo 13, som hon också blev oscarsnominerad för.

## Biografi

### Uppväxt och privatliv
Quinlan föddes i Pasadena, Kalifornien som dotter till Josephine (född Zachry), en militär försörjningshandledare, och Robert Quinlan, en tv-sportchef. Hon växte upp i Mill Valley i Kalifornien, där hon gick på Tamalpais High School, studerade drama och började sin skådespelarkarriär. Hon har varit gift med skådespelaren Bruce Abbott sedan den 12 april 1994. De har en son, Tyler (född 1990).

### Karriär
Quinlan gjorde sin filmdebut 1973 i George Lucas nostalgiska syn på början av sextiotalet, Sista natten med gänget, vid 19 års ålder (dock medverkade hon i en liten okrediterad roll 1972 i One is a Lonely Number). Som en ung skådespelerska gästmedverkade hon i flera av 1970-talets TV-serier, som Police Woman, Brottsplats: San Francisco, Emergency!, Kojak och Familjen Walton.
Hon har medverkat i över 50 filmer, men är kanske mest känd för sina roller som Deborah, en schizofren, i filmversionen av Ingen dans på rosor, som hon fick en Golden Globe-nominering för bästa kvinnliga huvudroll - Film, och en till Golden Globe- och Oscarsnominering för bästa kvinnliga biroll som astronauthustrun, Marilyn Lovell, i den sanna historian om Apollo 13, där hon spelade mot Tom Hanks.
Quinlan blev också känd som Jim Morrisons älskarinna Patricia Kennealy i Oliver Stones The Doors. Under 2000-talet har hon medverkat i bland annat House, som mor till bröderna i Foxs drama Prison Break och som en senator i ett avsnitt från 2011 av science fiction-serien Stargate Universe.

## Filmografi
| År          | Titel                                                                     | Roll                           | Notering |
| ----------- | ------------------------------------------------------------------------- | ------------------------------ | --- |
| 1972        | One Is a Lonely Number                                                    |                                | Okrediterad |
| 1973        | Sista natten med gänget                                                   | Peg                            | |
| 1974        | Can Ellen Be Saved?                                                       | Melissa                        | TV-film |
| 1974        | Lucas Tanner                                                              | Joyce Howell                   | TV-film |
| 1974        | Where Have All The People Gone?                                           | Deborah Anders                 | TV-film |
| 1974 & 1976 | Familjen Walton                                                           | Selina Linville                | 2 avsnitt |
| 1975        | The Missing Are Deadly                                                    | Michelle                       | TV-film |
| 1975        | The Abduction of Saint Anne                                               | Anne Benedict                  | TV-film |
| 1975        | John O'Hara's Gibbsville (också känd som The Turning Point of Jim Malloy) | Edith Evans                    | TV-film |
| 1976        | Lifeguard                                                                 | Wendy                          | |
| 1977        | Little Ladies of the Night                                                | Karen Brodwick                 | TV-film |
| 1977        | Haveriplats: Bermudatriangeln                                             | Julie                          | |
| 1977        | Ingen dans på rosor                                                       | Deborah Blake                  | Nominerad — Golden Globe Award för bästa kvinnliga huvudroll - Film |
| 1978        | Nightmare in Blood                                                        |                                | |
| 1979        | The Runner Stumbles                                                       | Syster Rita                    | |
| 1979        | The Promise                                                               | Nancy McAllister/Marie Adamson | |
| 1980        | Sunday Lovers                                                             | Laurie                         | Segment: "Skippy" |
| 1981        | She's in the Army Now                                                     | Pvt. Cass Donner               | TV-film |
| 1982        | Hett om öronen                                                            | Janet Dunn                     | |
| 1983        | Enkel biljett till friheten                                               | Mary Ann Taylor                | |
| 1983        | Twilight Zone - på gränsen till det okända                                | Helen Foley                    | Segment: #3 |
| 1984        | The Last Winter                                                           | Joyce                          | |
| 1984        | When She Says No                                                          | Rose Michaels                  | TV-film |
| 1985        | Utan vittne                                                               | Chris Graham                   | TV-film MystFest Award för bästa kvinnliga huvudroll |
| 1985        | Varning livsfara!                                                         | Joanie Morse                   | |
| 1985        | Children of the Night                                                     | Lois Lee                       | TV-film |
| 1986        | Man Outside                                                               | Grace Freemont                 | |
| 1987        | Wild Thing                                                                | Jane                           | |
| 1987        | Dreams Lost, Dreams Found                                                 | Sarah McAllister               | TV-film |
| 1988        | Sunset                                                                    | Nancy Shoemaker                | |
| 1988        | Claras hemlighet                                                          | Leona Hart                     | |
| 1989        | Trapped                                                                   | Mary Ann Marshall              | TV-film |
| 1990        | The Operation                                                             | Ginnie                         | TV-film |
| 1991        | The Doors                                                                 | Patricia Kennealy              | |
| 1991        | Strays                                                                    | Lindsey Jarrett                | TV-film |
| 1992        | An American Story                                                         | Hope Tyler                     | TV-film |
| 1993        | Stulna barn                                                               | Bekka                          | TV-film |
| 1993        | Last Light                                                                | Kathy Rubicek                  | TV-film |
| 1994        | Under kniven                                                              | Wanda                          | |
| 1995        | Apollo 13                                                                 | Marilyn Lovell                 | Screen Actors Guild Award för bästa rollbesättning - Film Nominerad — Oscar för bästa kvinnliga biroll Nominerad — Golden Globe Award för bästa kvinnliga biroll - Film Nominerad — Chicago Film Critics Association Award för bästa kvinnliga biroll |
| 1995        | Perfect Alibi                                                             | Melanie Bauers                 | |
| 1996        | In the Lake of the Woods                                                  | Kathy Waylan                   | TV-film |
| 1997        | Zeus och Roxanne                                                          | Mary Beth Dunhill              | |
| 1997        | Breakdown                                                                 | Amy Taylor                     | |
| 1997        | Event Horizon                                                             | Peters                         | |
| 1997        | Lawn Dogs                                                                 | Clare Stockard                 | |
| 1998        | Min jätte                                                                 | Serena Kamin                   | |
| 1998        | A Civil Action                                                            | Anne Anderson                  | |
| 1999–2002   | Family Law                                                                | Lynn Holt                      | 68 avsnitt |
| 1999        | Too Rich: The Secret Life of Doris Duke                                   | Nanaline Duke                  | TV-film |
| 2003        | The Battle of Shaker Heights                                              | Eve                            | |
| 2003        | Blessings                                                                 | Meredith Blessing              | TV-film |
| 2004        | Perfect Romance                                                           | Tess Kelley                    | TV-film |
| 2004        | The Riverman                                                              | Sande Keppel                   | TV-film |
| 2004        | El Padrino                                                                | Domare Scorsi                  | |
| 2004        | The Dead Will Tell                                                        | Beth Hytner                    | TV-film |
| 2006        | The Hills Have Eyes                                                       | Ethel Carter                   | |
| 2006        | House                                                                     | Arlene McNeil                  | Avsnitt: "Meaning" |
| 2007        | American Fork                                                             | Agnes Orbison                  | |
| 2007        | CSI: Crime Scene Investigation                                            | Barbara Tallman                | Avsnitt: "Monster in the Box" |
| 2007        | Breach                                                                    | Bonnie Hanssen                 | |
| 2007        | Harm's Way                                                                | Bea                            | |
| 2008        | Poundcake                                                                 | Carol                          | |
| 2008        | Brudens bäste man                                                         | Joan                           | |
| 2008–2009   | Prison Break                                                              | Christina Rose Scofield        | 7 avsnitt |
| 2009        | Adult Film: A Hollywood Tale                                              | Mary Bernstein                 | |
| 2009        | Empire State                                                              | Colleen Cochrane               | TV-film |
| 2009        | The River Why                                                             | Ma                             | |
| 2011        | Cinema Verite                                                             | Mary                           | |
| 2011        | Glee                                                                      | Dr. Shane                      | Avsnitt: "Born This Way" |
| 2013        | Chicago Fire                                                              | Nancy Casey                    | 7 avsnitt |
| 2013        | Horns                                                                     | Lydia Perrish                  | |